# Bief de Buges

Le  bief de Buges est une voie d'eau française constituant une section du canal d'Orléans et son débouché extrême dans le canal du Loing.
D’une longueur de 1 330 m, il est entièrement situé sur le territoire de la commune de Châlette-sur-Loing dans le département du Loiret et la région Centre-Val de Loire. Il est bordé en amont par l'écluse de la Folie et en aval par l'écluse de Buges. Les deux biefs sont situés sur la commune de Châlette mais portent le nom de quartiers de la commune voisine de Corquilleroy.

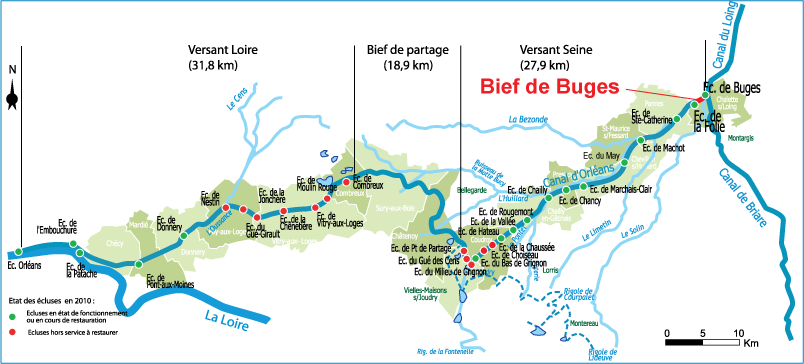
Situation du bief de Buges sur le canal d’Orléans

## Historique
Un premier tronçon du canal d'Orléans est construit entre Vieilles-Maisons-sur-Joudry et Buges par Robert Mahieu entre 1676 et 1678 pour le transport du bois et du charbon. La construction du bief de Buges date de cette époque.
La construction du canal jusqu’à la Loire est entreprise de 1681 à 1687 et est inaugurée en 1692. De 1692 à 1793 le canal est en plein essor. De 1 500 à 2 000 bateaux remontent la Loire par an depuis Nantes pour gagner Paris. En 1793 le canal devient un bien national.
De 1807 à 1860, le canal est géré par une société privée, la Compagnie des canaux d’Orléans et du Loing, puis en 1863 sa gestion est confiée aux Ponts et Chaussées pour une durée de 91 ans.  De 1908 à 1921, alors que le trafic de marchandises par voie fluviale est en pleine régression, des travaux prolongation du canal entre Combleux et Orléans sont entrepris.
Avec l’extinction complète du trafic, le canal est déclassé des voies navigables en 1954 et entre dans le domaine privé de l’État.
En 1978 est créé le syndicat mixte de gestion du canal d'Orléans, qui a pour objet la gestion, la promotion et l’animation de l’ensemble du domaine du canal. En 1984, le département du Loiret prend la gestion du domaine pour 50 ans, laissant au syndicat la gestion courante du domaine, qui reste toujours propriété de l’État. Le canal du Loing dans lequel se jette le bief de Buges est quant à lui administré par Voies navigables de France.

## Descriptif

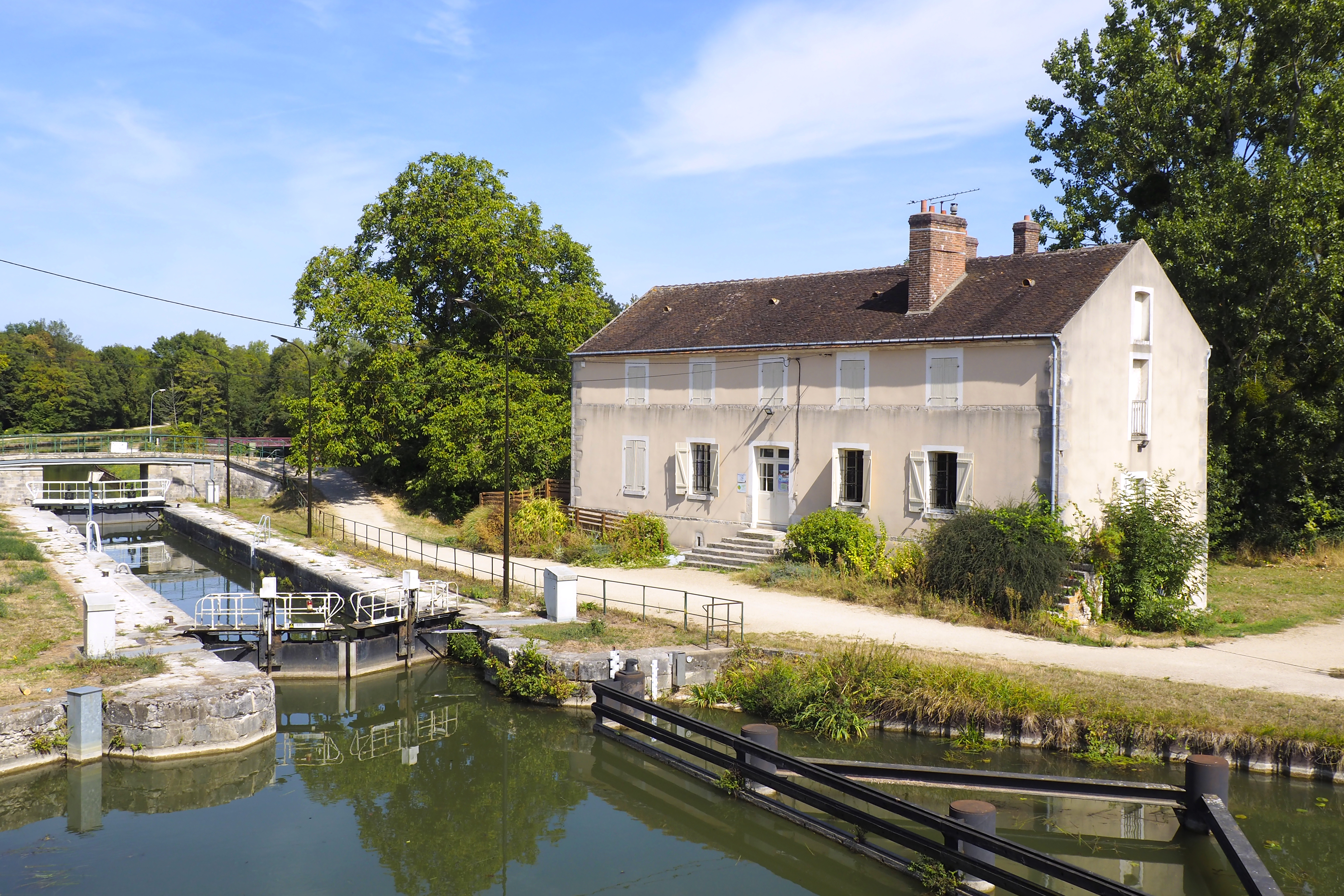
La maison éclusière

### Caractéristiques générales
Le bief de Buges s’étend sur une longueur de 1 330 m entre l’écluse de la Folie en amont et l'écluse de Buges en aval.

### Ouvrages
Longueur sas : 
Largeur sas : 
Cote bief amont :   
Cote bief aval :  
Cote bajoyer :
Le site d'écluse de Buges constitue le point de jonction des trois canaux de Briare, d'Orléans et du Loing. Il est constitué d'une écluse, d'une maison reconstruite vers 1820 qui abritait les logements de l'éclusier et du contrôleur, d'une passerelle métallique de halage sur le canal, d'une seconde passerelle et d'un déversoir de superficie sur la rivière du Solin,.
Le site est inscrit à l'inventaire des monuments historiques depuis le 3 mai 1999.

#### Vestiges de l'ancienne manufacture de l'Anglée
Au nord-ouest du site au confluent du canal d'Orléans et du canal du Loing, s'étendent les vestiges d'une annexe de l'ancienne manufacture de l'Anglée, papeterie fondée en 1738, dont le bâtiment principal était quelques centaines de mètres au sud à l'emplacement des usines Hutchinson . 
On peut observer le mécanisme (roues à engrenages) d'une cuve actionné par une roue à aube dans une dérivation du canal d'Orléans. La cheminée de l'usine a également été préservée. Des tables de pique-niques ont été établies à l'intérieur des anciens locaux de l'usine détruite vers 2015 dont il ne reste que le bas des murs.

## Environnement touristique

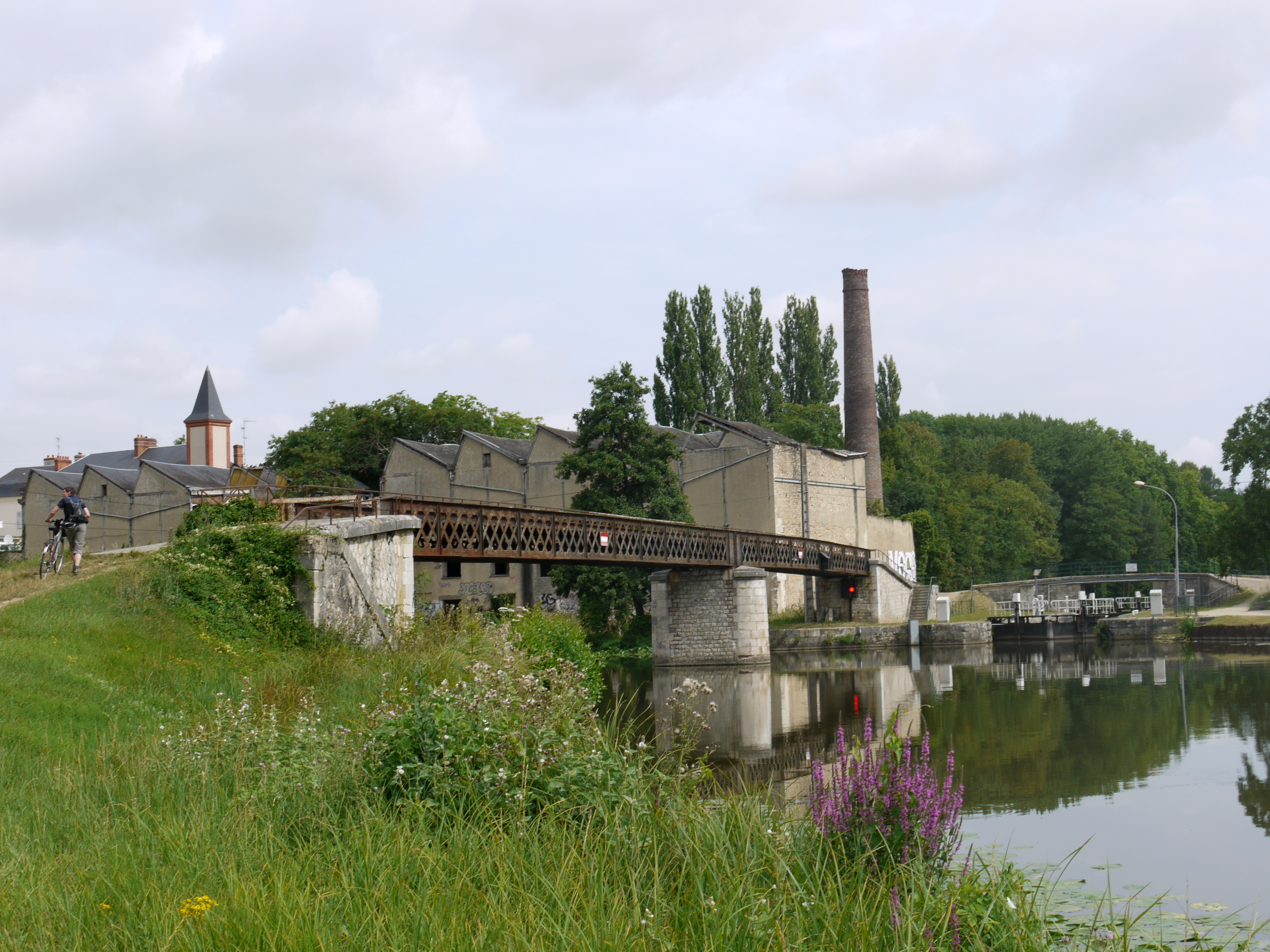
Jonction entre les canaux de Briare, d'Orléans et du Loing à Buges

Le hameau de Buges est accessible via la route départementale 240 et la ligne 1 du réseau de transports en commun de l'agglomération montargoise. Il est situé à proximité de la gare de Montargis.
À proximité du bief de Buges :
- La base de loisirs du Grand-Lancy est constituée notamment d'un lac artificiel de 22 hectares issu du réaménagement d’une ancienne gravière[D 1] ;
- La maison de la nature et de l'eau est installée dans l'ancienne maison éclusière[D 2] ;
- Croisières sur le bateau Ville-de-Chalette sur les canaux de Briare et du Loing[D 3] ;
- La forêt domaniale de Montargis.

## Pour approfondir